# Segundo gobierno de Isabel Díaz Ayuso
El Segundo Gobierno Díaz Ayuso es el ejecutivo regional de la Comunidad de Madrid, constituido tras la investidura y toma de posesión de Isabel Díaz Ayuso como presidenta de dicha comunidad autónoma española el 18 de junio de 2021. Está formado por miembros del Partido Popular, que gobierna en minoría la región tras las elecciones de 2021, en las que los populares obtuvieron una amplia ventaja que, sin embargo, no les permitió alcanzar la mayoría absoluta, necesitando del voto a favor de Vox en la investidura.

## Composición del Gobierno
| ← Segundo Gobierno de Isabel Díaz Ayuso → (junio de 2021 - 22 de junio de 2023)                                                                                         |               |                                                                              |                 |
| Partido político |               | Partido Popular                                                              | Partido Popular |
| Partido político | Independiente |                                                                              |                 |
| Presidencia |               |                                                                              |                 |
| Presidencia de la Comunidad de Madrid |               | Isabel Natividad Díaz Ayuso 18 de junio de 2021 - 22 de junio de 2023        |                 |
| Vicepresidencia del Gobierno de la Comunidad de Madrid (2022-) Consejería de Educación, Universidades y Ciencia (2022-) Portavoz del Gobierno de la Comunidad de Madrid |               | Enrique Matías Ossorio Crespo 15 de junio de 2022 - 22 de junio de 2023      |                 |
| Consejerías |               |                                                                              |                 |
| Consejería de la Presidencia, Justicia e Interior |               | Enrique López López 21 de junio de 2021 - 22 de junio de 2023                |                 |
| Consejería de Educación, Universidades y Ciencia (2021-) |               | Enrique Matías Ossorio Crespo 21 de junio de 2021 - 22 de junio de 2023      |                 |
| Consejería de Administración Local y Digitalización |               | Carlos Izquierdo Torres 21 de junio de 2021 - 22 de junio de 2023            |                 |
| Consejería de Medio Ambiente, Vivienda y Agricultura |               | Paloma Martín Martín 21 de junio de 2021 - 22 de junio de 2023               |                 |
| Consejería de Hacienda, Economía y Empleo |               | Javier Fernández-Lasquetty y Blanc 21 de junio de 2021 - 22 de junio de 2023 |                 |
| Consejería de Transportes e Infraestructuras |               | David Pérez García 21 de junio de 2021 - 22 de junio de 2023                 |                 |
| Consejería de Familia, Juventud y Política Social |               | María Concepción Dancausa Treviño 21 de junio de 2021 - 22 de junio de 2023  |                 |
| Consejería de Sanidad |               | Enrique Ruiz Escudero 21 de junio de 2021 - 22 de junio de 2023              |                 |
| Consejería de Cultura, Turismo y Deportes |               | Marta María Rivera de la Cruz 21 de junio de 2021 - 22 de junio de 2023      |                 |